# Patricia Wise
Patricia Wise (ur. 31 lipca 1944 w Wichita w stanie Kansas) – amerykańska śpiewaczka operowa, sopran.

## Życiorys
Studiowała na University of Kansas, uczyła się też śpiewu u Margaret Harshaw w Nowym Jorku. W czasie studiów występowała w spektaklach musicalowych, m.in. West Side Story i My Fair Lady. Zadebiutowała jako śpiewaczka operowa w 1966 roku w Kansas City rolą Zuzanny w Weselu Figara, następnie została członkiem zespołu New York City Opera. W 1969 roku wspólnie z Zubinem Mehtą i Plácido Domingo występowała w Izraelu, kreując rolę Micaëli w Carmen. W 1971 roku wystąpiła w Covent Garden Theatre w Londynie w zastępstwie Marilyn Horne w partii Rozyny w Cyruliku sewilskim. W 1972 roku śpiewała partię Zerbinetty w Ariadnie na Naksos na festiwalu operowym w Glyndebourne. Od 1976 do 1991 roku była członkiem zespołu Opery Wiedeńskiej. W 1980 roku debiutowała na scenie mediolańskiej La Scali rolą Nanetty w Falstaffie. W 1984 roku wystąpiła w Salzburgu w prapremierowym przedstawieniu opery Luciano Berio Un re in ascolto.
Zasłynęła przede wszystkim jako odtwórczyni partii w operach W.A. Mozarta i Richarda Straussa. W 1996 roku Opera Wiedeńska przyznała jej tytuł Kammersängerin.